# 瑞安·斯普劳尔
瑞安·斯普劳尔（英語：Ryan Sproul；1993年1月13日—），归化中華人民共和國的加拿大男子冰球运动员。司职后卫。出生于加拿大安大略省密西沙加。

## 经历
2011年，NHL选秀大会中被底特律红翼队在第二轮第55顺位选中。以持球进攻为核心球风的斯普劳尔在打法风格偏于传统的红翼队没有获得太多出场机会。又转战多支AHL球队后，2019年加盟昆仑鸿星队。被称为“带刀后卫”的他有着优秀出球视野以及出色攻区蓝线处理球能力，在进攻端接连创造机会攻入进球，在防守中多次完成拦抢并组织断球后的反击。以无中国血统身份加入中華人民共和國国籍入选国家队。
- 2013–2017	大急流城格里芬	AHL
- 2013–2017	底特律红翼队	NHL
- 2017–2018年	哈特福德狼群	AHL
- 2017–2018年	纽约游骑兵	NHL
- 2018–2019	拉瓦尔火箭	AHL
- 2018–2019	好时熊	AHL
- 2019–	红星昆仑	KHL